# Franz Josef Niedenzu
Franz Josef Niedenzu (Koperniki, 29 novembre 1857 – Braniewo, 30 settembre 1937) è stato un botanico tedesco.

## Biografia
Per la maggior parte della sua carriera fu professore e successivamente rettore al Lyceum Hosianum di Braunsberg, nella Prussia orientale (attualmente Braniewo, in Polonia). A Braunsberg, istituì un orto botanico.
Inoltre fu autore di "Das Pflanzenreich" di Adolf Engler e di "Die Natürlichen Pflanzenfamilien" di Prantl. Ha identificato numerose nuove specie, nonché sei generi; Alcoceratothrix (Byrsonima), Callyntranthele (Blepharandra), Cordobia, Diaspis (Caucanthus), Malpighiodi e Sprucina (Jubelina).